# Chiesa di Sant'Antonio di Padova (Dro)
La chiesa di Sant'Antonio di Padova è una luogo di culto cattolico che si trova nel centro abitato di Dro in Trentino, che risale al XVII secolo.

## Storia

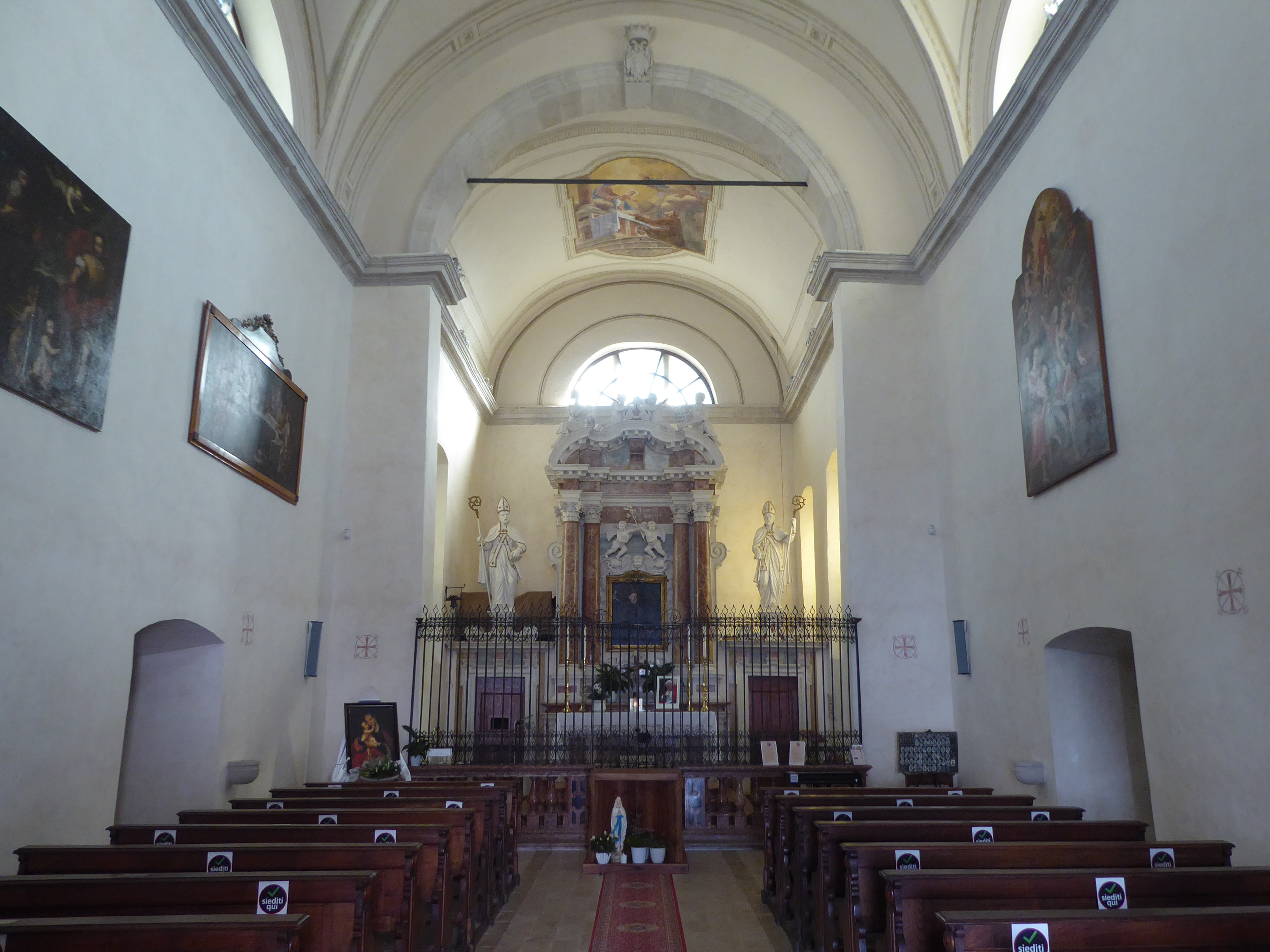
Interno

La chiesa fu edificata nel 1661 con la posa della prima pietra l'11 settembre dopo che il 7 agosto si raccolsero i pareri di tutte le famiglie di Dro per accertarsi che fosse loro volontà la costruzione di un nuovo edificio di culto, sui resti di una antica cappella di cui era rimasta la presenza di un unico capitello decorato. La costruzione fu la conseguenza di un fatto che interessò il capitello con l'immagine del santo portoghese. Divenne da subito luogo di devozione, un documento del 3 maggio 1663 scritto dall'allora sindaco Giacom Angeli riporta:
(Archivio parrocchiale)
Nel 1668 fu posto l'altare a opera del lapicida Domenico Rossi detto il Manentino di Mori molto attivo sul territorio,  come risulta dal contratto redatto e firmato il 24 febbraio. Il contratto con l'artista proseguì anche per l'esecuzione della balaustra e di altri altari, la chiesa fu terminata alla fine del XVII secolo.  L'edificio si salvò anche dalla devastazione portata dall'esercito spagnolo del 1703. Dalle visite pastorali risulta che con il tempo parte degli arredi furono persi, forse venduti, e anche la devozione al santo dei miracoli con il tempo si affievolì.

### Il fatto
Sulla strada che da Arco portava a Dro, vi era un capitello con l'immagine di sant'Antonio di Padova, e dato che secondo una leggenda il santo aveva risorto il figlio di donna in cambio di grano quando era il peso del figlio, era diventato luogo di devozione, alta era la mortalità infantile, e le mamme portavano i loro figli nati morti sperando che potessero ricevere l'attimo di vita necessario per ricevere il sacramento del battesimo. Tanta fu la partecipazione dei fedeli da attirare anche tanti mendicanti che richiesero una decisione delle autorità che proibirono tale esercizio nei pressi della località.

Vi fu quindi nel 1661 realizzata la prima chiesa dopo che gli abitanti di Dro e di Ceniga si erano radunate sulla pubblica piazza a presentare tale richiesta. Ma anche la comunità non era coesa, gli abitanti della frazione d Ceniga propendevano nel collocare il capitello nell'antica collegiata dedicata a San Sisinio, anche se il vescovo di Trento avesse già deliberato la sua edificazione a carico della comunità del territorio. Servì quindi la presenza di un notaio che interrogati i villeggiani uno ad uno e la maggioranza dichiarò: "disseron e revendissimamente protestaron che se colà dove si ritrovava non venirà fabbricata la cappella non permetteranno che l'immagine si altrove trasportata".
Le offerte che veniva devolute dai fedeli per la costruzione della chiesa, erano custodite in una cassaforte detta zoco di cui tre personaggi tenevano le chiavi, e poteva essere aperta alla presenza di tutti e tre: l'arciprete, il curato e il sindaco. Tante furono le offerte, che la comunità ebbe l'autorizzazione di apporre un cartiglio sopra l'entrata principale che recitava: "Questa chiesa fu costruita per volontà della magnifica comunità di Dro e Cenigae per le elemosine dei più fedeli".
La consacrazione della chiesa e la collocazione del capitello dedicato al santo all'interno dell'edificio, con la pratica di portare infanti morti perché potessero riavere la vita continuò. È documentato il processo che vide imputata una certa Lucrezia che aveva più volte eseguito questa pratica ma senza ricevere autorizzazione da alcun prelato e neppure alcuna testimonianza. La donna si difese dicendo che da sempre questa pratica era viva sul territorio da molte donne che veniva anche da lontano per poter vedere la vita nei proprio figli nati morti. Il processo tenutosi l'8 maggio 1673 da Hieronino Balduino terminò con l'allontanamento della donna e il divieto di tale pratiche senza il consenso di un prelato, ma la comunità un poco per superstizione e un poco per fede, continuò in quelle pratiche.

## Descrizione
La chiesa che ha l'orientamento a est, è preceduta da un piccolo sagrato delimitato da pilastrini con catenelle. La facciata in stile neoclassico presenta una zoccolatura perimetrale in pietra, e una grande apertura centrale completa di paraste in marmo bianco. Lateralmente vi sono due piccole finestre quadrate e munite di inferriate. Centrale una finestra ad arco a tutto sesto che da luce all'interno dell'unica navata. La medesima apertura si ripete sulla facciata posta a ovest.
La facciata è delimitata lateralmente da due paraste d'ordine tuscanico delimitate da una cornice marcapiano e terminante con il timpano triangolare.
L'interno a unica navata con il tetto in legno a vista, conserva dietro l'altare maggiore, il capitello oggetto dell'originaria devozione. Il presbiterio a cui si accede da un gradino, è delimitato da una balaustra munita di cancellata in ferro battuto, con una finestra rettangolare su ogni lato.